# Beverly D’Angelo

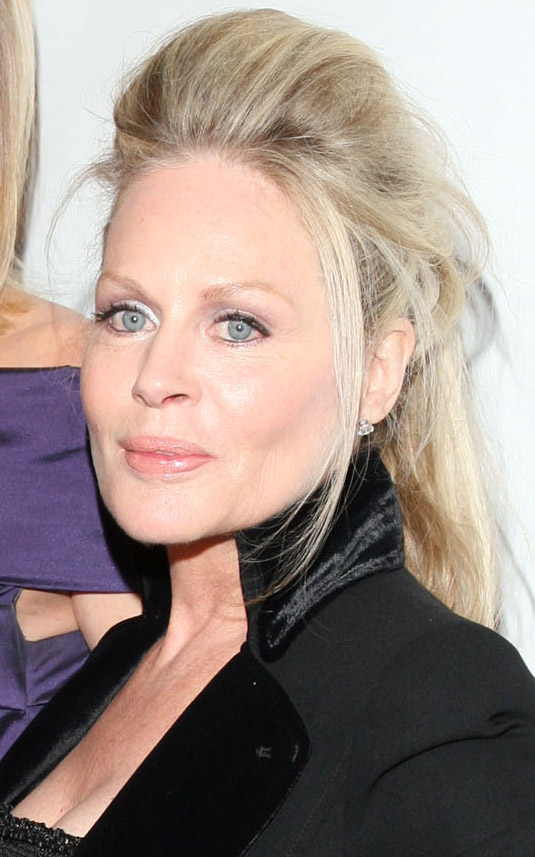
Beverly D’Angelo (2012)

Beverly D’Angelo (* 15. November 1951 in Columbus, Ohio) ist eine US-amerikanische Schauspielerin und Sängerin. Sie wurde 1979 weltweit bekannt durch ihre Rolle in dem Filmmusical Hair und spielte anschließend die Ellen Griswold in den National-Lampoon-Komödien.

## Leben
D’Angelo entstammt einer Managerfamilie; ihr Vater leitete den Fernsehsender WBNS-TV in Columbus. Sie studierte Kunst in Italien und arbeitete für Hanna-Barbera als Zeichnerin. Einem größeren Publikum wurde sie 1979 erstmals durch den Film Hair bekannt. Ab 1983 spielte sie in den National-Lampoon-Filmkomödien an der Seite von Chevy Chase das weibliche Familienoberhaupt „Ellen Griswold“.
D’Angelo trat erstmals 1976 als Fernsehschauspielerin in Erscheinung. Für ihre Rolle im Musikfilm Nashville Lady (1980), in dem sie zahlreiche Titel sang, war sie für den Filmpreis Golden Globe Award in der Kategorie Beste Nebendarstellerin nominiert. Für ihre Rolle als Stella Kowalski in dem Fernsehfilm Endstation Sehnsucht (1984) erhielt sie eine Nominierung für den Emmy. 1992 hatte sie einen Gastauftritt in der dritten Staffel der Zeichentrickserie Die Simpsons und lieh 16 Jahre später in der 19. Staffel nochmals der Figur „Lurleen Lumpkin“ ihre Stimme. Ihr Schaffen für Film- und Fernsehen umfasst mehr als 110 Produktionen.
D’Angelo war von 1981 bis 1995 mit Lorenzo Salviati verheiratet. Von 1985 bis 1991 lebte sie, noch verheiratet, mit dem Filmregisseur Neil Jordan zusammen. Mit Al Pacino war sie von 1996 bis 2002 liiert. Mit diesem hat sie Zwillinge (* 2001).

## Filmografie (Auswahl)
- 1976: Der Preis der Macht (Captains and the Kings, Fernsehserie, 3 Folgen)
- 1977: Der Stadtneurotiker (Annie Hall)
- 1977: Hexensabbat (The Sentinel)
- 1977: Junge Liebe (First Love)
- 1978: Der Mann aus San Fernando (Every Which Way But Loose)
- 1979: Hair
- 1980: Nashville Lady (Coal Miner’s Daughter)
- 1981: Da steht der ganze Freeway kopf (Honky Tonk Freeway)
- 1981: Ich brauche einen Erben (Paternity)
- 1982: Am Highpoint flippt die Meute aus (Highpoint)
- 1983: Faerie Tale Theatre (Fernsehserie, Folge 2x03 Sleeping Beauty)
- 1983: Die schrillen Vier auf Achse (National Lampoon’s Vacation)
- 1984: Endstation Sehnsucht (A Streetcar Named Desire)
- 1984: Der Chaos-Express (Finders Keepers)
- 1985: Cheech & Chong: Jetzt hats sich ausgeraucht! (Get Out of My Room)
- 1985: Hilfe, die Amis kommen (National Lampoon’s European Vacation)
- 1985: Tall Tales & Legends (Fernsehserie, Folge 1x01 The Legend of Sleepy Hollow)
- 1986: Sterben… und leben lassen (Big Trouble)
- 1986: Slow Burn (Fernsehfilm)
- 1987: Casanova Junior (In the Mood)
- 1987: Hands of a Stranger – Ein Mann nimmt Rache (Hands of a Stranger, Fernsehfilm)
- 1987: Der Mann, der auf die Erde fiel (The Man Who Fell to Earth, Fernsehfilm)
- 1987: Traumfrau vom Dienst (Maid to Order)
- 1987: Aria
- 1988: Trading Hearts
- 1988: Kill Hero (Doubletake, Fernsehfilm)
- 1988: High Spirits
- 1989: Cold Front – Ein Killer läuft Amok (Cold Front)
- 1989: Schöne Bescherung (National Lampoon’s Christmas Vacation)
- 1990: Die Erbschleicher (Daddy’s Dyin’… Who’s Got the Will?)
- 1990: Fremde Schatten (Pacific Heights)
- 1991: Miracle – Ein geheimnisvoller Sommer (The Miracle)
- 1991: Ein Papst zum Küssen (The Pope Must Die)
- 1991: Wie ein Stachel im Fleisch (Lonely Hearts)
- 1992: Bitterer Triumph (Trial: The Price of Passion, Fernsehfilm)
- 1992: Man Trouble – Auf den Hund gekommen (Man Trouble)
- 1992: Geschichten aus der Gruft (Tales from the Crypt, Fernsehserie, Folge 4x13 Werewolf Concerto)
- 1992: Der Fall Sherwood (A Child Lost Forever: The Jerry Sherwood Story, Fernsehfilm)
- 1992–2008: Die Simpsons (The Simpsons, Fernsehserie, 2 Folgen)
- 1993: Am Rande des Todes (The Switch)
- 1993: Das jüngste Gericht: John Lists Story (Judgement Day: The John List Story, Fernsehfilm)
- 1993: The General Motors Playwrights Theater (Fernsehserie, Folge 3x02 The Parallax Garden)
- 1994: Lightning Jack
- 1994: Das Komplott der Mörder (Jonathan Stone: Threat of Innocence, Fernsehfilm)
- 1994: Die wahre Geschichte der Menendez-Brüder (Menendez: A Killing in Beverly Hills, Fernsehfilm)
- 1995: Zwei Satansbraten außer Rand und Band (The Crazysitter)
- 1996: Auge um Auge (Eye for an Eye)
- 1996: Widow’s Kiss – Der Kuß der schwarzen Witwe (Widow’s Kiss, Fernsehfilm)
- 1996: Sündiges Geheimnis – Ich liebe den Freund meiner Mutter (Sweet Temptation, Fernsehfilm)
- 1996: Edie & Pen
- 1996: Love Always
- 1997: Hilfe, meine Frau ist ein Saurier! (Pterodactyl Woman from Beverly Hills)
- 1997: The Good Life
- 1997: Die schrillen Vier in Las Vegas (National Lampoon’s Vegas Vacation)
- 1997: Die Story von Monty Spinnerratz (A Rat’s Tale)
- 1997: Nowhere
- 1998: Divorce: A Contemporary Western
- 1998: Merchants of Venus
- 1998: Illuminata
- 1998: Coole Typen – Freunde wie diese (With Friends Like These…)
- 1998: American History X
- 1999: Jazz Night
- 1999: Sugar Town
- 1999: Frasier (Fernsehserie, Folge 6x13 The Show Where Woody Shows Up)
- 1999: Meyer Lansky – Amerikanisches Roulette (Lansky)
- 1999: Rude Awakening – Nur für Erwachsene! (Rude Awakening, Fernsehserie, 4 Folgen)
- 2000: Talk to Me (Fernsehserie, 3 Folgen)
- 2001: Women in Film
- 2001: Happy Birthday
- 2001: Summer Catch
- 2003: Where’s Angelo?
- 2003–2008: Law & Order: Special Victims Unit (Fernsehserie, 5 Folgen)
- 2004: Hair High (Stimme für Darlene)
- 2004: King of the Corner
- 2005–2011: Entourage (Fernsehserie, 25 Folgen)
- 2006: Gamers
- 2006: Relative Strangers – Eltern und andere Katastrophen (Relative Strangers)
- 2006: Campus Ladies (Fernsehserie, Folge 2x03 Webcam)
- 2007: Imperfect Union (Fernsehfilm)
- 2007: Game of Life
- 2007: Terra (Stimme Vernehmerin Wright)
- 2007: Family Guy (Fernsehserie, Folge 6x01 Blue Harvest, Stimme für Ellen Griswold)
- 2007: Skip Tracer (Fernsehfilm)
- 2008: Harold & Kumar 2 – Flucht aus Guantanamo (Harold & Kumar Escape from Guantanamo Bay)
- 2008: Partigiano (Stimme für Mutter)
- 2008: House Bunny (The House Bunny)
- 2009: Black Water Transit
- 2009: Mein Freund Ted (Aussie and Ted’s Great Adventure)
- 2010: Hotel Hell Vacation
- 2010: Cougar Town (Fernsehserie, Folge 1x16 What Are You Doin’ in My Life?)
- 2010: April 86
- 2010: Mission Scooby-Doo (Scooby-Doo! Mystery Incorporated, Fernsehserie, 2 Folgen, Stimme)
- 2011: Alex und Whitney – Sex ohne Ehe (Whitney, Fernsehserie, Folge 1x01 Pilot)
- 2012: I Heart Shakey
- 2013: Bounty Killer
- 2013: All American Christmas Carol
- 2015: Mom (Fernsehserie, 3 Folgen)
- 2015: Liebe ohne Krankenschein (Accidental Love)
- 2015: Vacation – Wir sind die Griswolds (Vacation)
- 2016: Wakefield – Dein Leben ohne dich (Wakefield)
- 2016: Shooter (Fernsehserie)
- 2018: Insatiable (Fernsehserie)
- 2018: Lady-Like
- 2021: The Good House
- 2022: Violent Night
- 2023: True Lies (Fernsehserie)
- 2024: Summer Camp
- 2024: Drugstore June
- 2024: The Trainer